# Kopački Rit
Kopački Rit (Kopački Tršćak), is een natuurpark in het oosten van Kroatië in de gemeenten Bilje en Kneževi Vinogradi. Het is gelegen ten noordwesten van de samenvloeiing van de Drava en de Donau, aan de grens met Servië. Het omvat veel binnenwateren en vijvers langs de Donau. Het is een van de belangrijkste, grootste en aantrekkelijkste, alsook de meest intact gehouden draslanden in Europa.

## Fauna & Flora

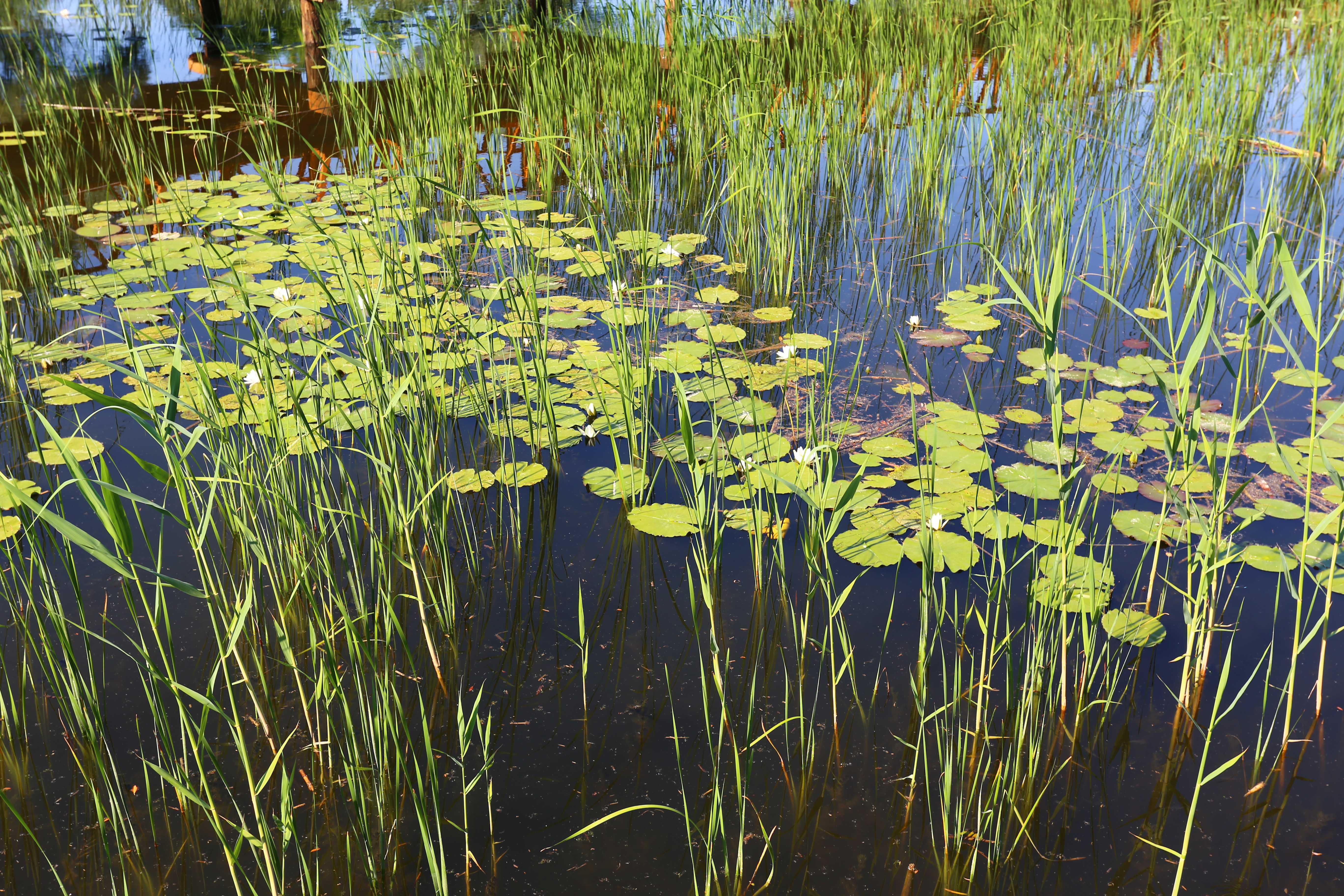
Water met lelies en riet in Kopački Rit

Een deel van Kopački Rit doet dienst als zoölogisch reservaat. Ongeveer 260 verschillende vogels nestelen hier (wilde ganzen, eenden, grote zilverreigers, ooievaars, zwarte ooievaars, zeearenden, kraaien, meerkoeten, meeuwen, sterns, ijsvogels, groene spechten, enz.). Er zijn veel andere soorten die dit gebied als tijdelijk onderdak gebruiken terwijl ze uit het noorden wegtrekken om naar warmere gebieden op zoek te gaan.
Er zijn 40 zeldzame vissoorten te vinden in het park (snoeken, brasems, karpers, meervallen, baarzen, snoekbaarzen, enz.). Er komen ook enkele soorten zoogdieren voor (edelherten, reeën, wilde zwijnen, wilde katten, boommarters, steenmarters, wezels, otters, enz.). Er kunnen dagpassen worden gekocht in het bezoekerscentrum.
Kopački Rit heeft ook 140 ontdekte plantensoorten, sommige zijn heel zeldzaam en worden slechts op een paar plekken in Kroatië gevonden. Voorbeelden van opmerkbare soorten zijn de witte waterlelies, irissen (iris variegata), azola, zwarte zegges (carex nigra), riet (phragmites australis), Siberische lisdoddes, typha laxmannii (soort lisdodde) en zwanenbloemen (Butomus umbellatus).

## Toegang

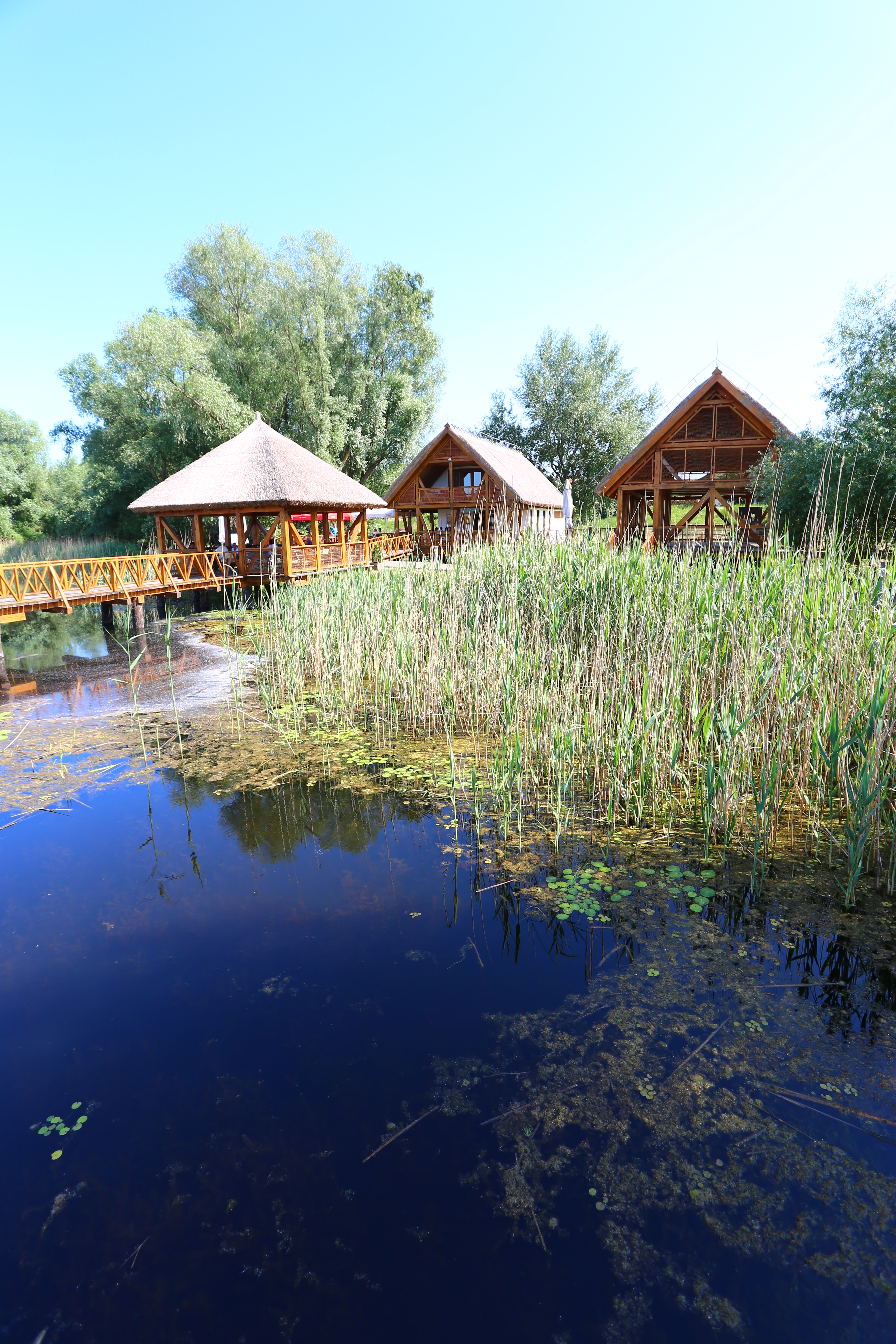
Café en bezoekerscentrum in Kopački Rit

De nabijheid van de grootstad Osijek en de excellente vervoersmogelijkheden (weg, spoorweg, vliegtuig en schip) zorgen er samen voor dat er een hoog bezoekersaantal is. De schoonheid van de "intact" gehouden natuur, de hoeveelheid wateren, de fauna en flora lokken niet alleen excursionisten en bezoekers, maar ook veel experten en wetenschappers van over heel Europa.
Voor toeristen is een bezoek met een gids mogelijk op een panoramisch schip, een boot, met een paard-en-wagen en ook te voet. Sommige pakketten bieden ook de mogelijkheid aan om foto's en video's te maken van dieren, vooral vogels.
Vissen en jagen zijn toegestaan in sommige gedeeltes van Kopački Rit. Deze gebieden staan onder een minder strenge beveiliging dan bijvoorbeeld Vemeljski Dunavac, de Donau, Podunavljekanalen en het gebied bij het watergemaal in Zlatna Greda.
De internationale fietsroutes "Pannonian Peace Route" (Pannonische Vredesroute) en de "Danube Route" (Donauroute) gaan door Kopački Rit dat het populairste centrum is voor wielertoeristen in Kroatië. In het bezoekerscentrum is het mogelijk fietsen te huren.